# Marc Fournier
Marc Fournier (Alençon, Normandía, 12 de noviembre de 1994) es un ciclista francés que fue profesional entre 2016 y 2019.
En octubre de 2019 anunció su retirada como ciclista profesional con 24 años de edad debido a problemas físicos.

## Palmarés

### Ruta
2015 (como amateur)
- 1 etapa del Triptyque des Monts et Châteaux

2016
- Circuito de la Sarthe, más 1 etapa

### Pista
2013
- 3.º en el Campeonato de Francia Persecución por Equipos (haciendo equipo con Benoît Daeninck, Félix Pouilly y Jean Leseche)

2014
- Campeonato de Francia en Puntuación
- Campeonato de Francia en Madison (haciendo equipo con Benoît Daeninck)
- 2.º en el Campeonato de Francia Persecución por Equipos (haciendo equipo con Benoît Daeninck, Corentin Ermenault y Vincent Ginelli)
- 3.º en el Campeonato de Francia en Persecución

## Resultados en Grandes Vueltas
Durante su carrera deportiva consiguió los siguientes puestos en las Grandes Vueltas. 
| Carrera | Carrera         | 2016 | 2017 | 2018 | 2019 |
| ------- | --------------- | ---- | ---- | ---- | ---- |
|         | Giro de Italia  | —    | —    | —    | —    |
|         | Tour de Francia | —    | —    | —    | —    |
|         | Vuelta a España | —    | Ab.  | —    | —    |

—: no participa

Ab.: abandono